# Sisilia Talagi

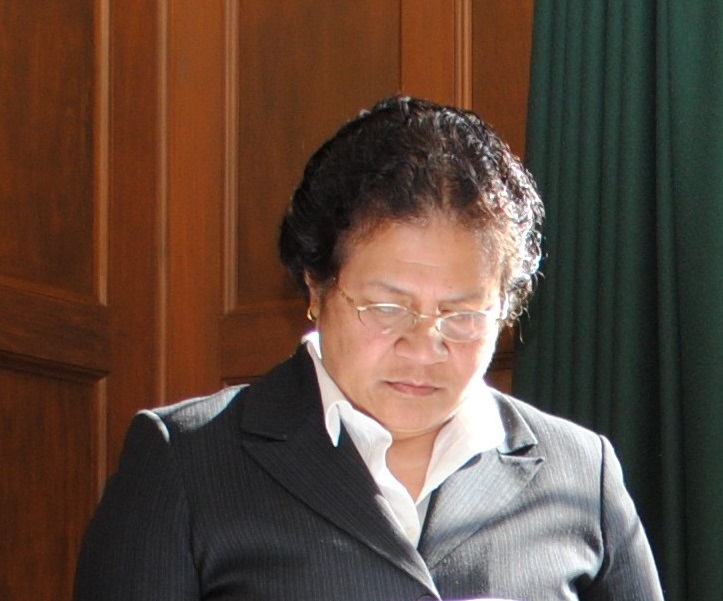
Sisilia Talagi 2010.

Grace Sisilia Tupou Talagi (geb. 27. Februar 1952) ist eine Diplomatin von Niue und die ehemalige Hochkommissarin von Niue in Neuseeland (2005–2011). Sie ist die erste Diplomatin und die erste Hochkommissarin.

## Leben
Talagi erwarb einen Bachelor of Science in Chemie und ein Certificate of Law an der University of Otago in Neuseeland. Während der frühen 1980er arbeitete sie als Research Fellow am Institute of Research, Extension and Training in Agriculture (IRETA) der University of the South Pacific in Alafua, Samoa.
Sie diente auch als Direktorin des Department of Agriculture, Forestry and Fisheries für Niue (1988–1994) und als Head of External Affairs (1994–1999), bevor sie Staatssekretärin wurde (1999–2005). Sie war die erste Hochkommissarin in Neuseeland (in Wellington) 2005 und die Niue Public Service Commission bestätigte sie für eine zweite Amtszeit im November 2008. Während der Wahlen 2008 trat sie gegen sechs Konkurrenten aus Neuseeland und Niue an. Neuseeland ist das einzige Land der Welt, mit dem Niue diplomatische Repräsentanten austauscht. Talagis Nachfolgerin als High Commissioner wurde im März 2011 die ehemalige Kabinettsministerin O’Love Jacobsen.

## Werke
- The role of women in small-scale fisheries. 1989.

| Vorgänger    | Amt                                              | Nachfolger      |
| ------------ | ------------------------------------------------ | --------------- |
| Hima Douglas | Hochkommissarin von Niue in Neuseeland 2005–2011 | O’Love Jacobsen |